# Lauren Phillips
Pour les articles homonymes, voir Phillips.
Lauren Phillips est une actrice pornographique et strip-teaseuse américaine née le 8 décembre 1987 à Atlantic City.

## Carrière
D'abord strip-teaseuse, puis camgirl, Lauren Phillips commence sa carrière dans l'industrie pornographique en 2013 en travaillant pour des sociétés telles que Reality Kings ou Mofos. Elle comptabilise plus de 1080 films tournés.
Phillips a co-animé une émission de radio avec James Bartholet (en) intitulée Inside the Industry . Le site web de Phillips a été nommé pour le prix du meilleur site web de mannequins aux AVN Awards 2018. En avril 2020, Phillips est apparue dans le podcast Porn Stars Are People animé par Dan Frigolette.

## Vie privée
Phillips est diplômée de l'Université Rutgers. Dans une interview accordée en 2018 au Daily Beast, elle a raconté avoir été victime de cyberharcèlement sur les réseaux sociaux.

## Prix
- XBIZ Awards
  - 2024 – MILF Performer of the Year[7]

- NightMoves Award
  - 2016 - Miss Congeniality[8]
  - 2018 - Most Underrated Female Performer (Critic Choice)[9]
  - 2019 - Social Media Star of the Year (Critic Choice)[10]
  - 2020 – Hall of Fame[11],[12]
  - 2022 - Best All-Girl Performer[13]
  - 2023 - Triple Play Award[14]